# Velika Jasikova
Velika Jasikova (em cirílico: Велика Јасикова) é uma vila da Sérvia localizada no município de Zaječar, pertencente ao distrito de Zaječar, na região de Timočka Krajina. A sua população era de 809 habitantes segundo o censo de 2011.

## Demografia
| 1948 | 1953 | 1961 | 1971 | 1981 | 1991 | 2002 | 2011 |
| ---- | ---- | ---- | ---- | ---- | ---- | ---- | ---- |
| 1712 | 1707 | 1675 | 1576 | 1384 | 1239 | 998  | 809  |